# Château de Charlottenbourg
Le château de Charlottenbourg,, (en allemand : Schloss Charlottenburg [ ʃlɔs ʃaʁˈlɔtn̩bʊʁk]), est un château situé dans le quartier de Charlottenbourg à Berlin. C'est la plus ancienne résidence des Hohenzollern et le plus grand palais de Berlin.

## Histoire
Commencé en 1695, sous le nom de Lietzenbourg, nom du site à cette époque, le palais a été construit dans le style baroque par l'architecte Nering. Il fut commandé par la reine Sophie-Charlotte, l'épouse de Frédéric III, électeur de Brandebourg. Après le sacre en 1701 de celui-ci en tant que roi de Prusse, sous le nom de Frédéric Ier, le palais, conçu initialement comme résidence d'été (Sommerhaus), a été agrandi par l'architecte Johann Friedrich Eosander von Göthe en un magnifique bâtiment. Après la mort de son épouse en 1705, Frédéric a renommé le château de Lietzenburg et son domaine en Charlottenbourg en sa mémoire. De 1709 à 1712, on réalisa de nouveaux agrandissements, dont les tourelles et l'orangerie.
La « Chambre d'ambre (Bernsteinzimmer) », une salle dont les murs sont décorés de panneaux d'ambre, comme étant la « huitième merveille du monde » devait, au départ, être installée à Charlottenbourg mais fut finalement installée au château de Berlin avant de partir pour la Russie. L'idée venait de Dantzig et de Königsberg, où Gottfried Wolffram, Schacht et Ernst Gottfried Turau en avaient établi les plans en 1701-09. La salle a été construite selon les directives du célèbre Andreas Schlüter.
Après la mort de Frédéric Ier en 1713, Charlottenbourg est entré dans une nouvelle phase de son existence avec son nouveau propriétaire, le roi Frédéric-Guillaume Ier de Prusse. Celui-ci a offert la Chambre d'ambre en 1716 au tsar de Russie Pierre le Grand. Puis, juste après sa mort en 1740, le nouveau roi Frédéric II de Prusse a chargé Knobelsdorff de construire une nouvelle aile. Par la suite, Frédéric a privilégié le château de Sans-Souci à Potsdam au détriment de Charlottenbourg.
Sous le règne de son neveu Frédéric-Guillaume II (1744-1797), Langhans construit la petite orangerie, le belvédère et un théâtre (1790) qui clôt l'ensemble vers l'ouest. Le roi fait en outre redécorer et aménager de nouvelles pièces afin de pouvoir habiter le château en hiver (Winterkammern). Les rois de Prusse y séjournent régulièrement jusqu'à la fin du règne de Frédéric-Guillaume IV. Délaissé à la mort de ce dernier, en 1861, le château a été nationalisé le 9 novembre 1918.
Les bombardements de la Seconde Guerre mondiale l'ayant fortement endommagé, des années ont été nécessaires à sa reconstruction ; les travaux se sont achevés en 1966.

## Appartements
Les appartements du roi Frédéric Ier et de la reine Sophie-Charlotte se visitent, notamment le cabinet de travail, la salle d'audience, le cabinet ovale avec les insignes des rois de Prusse et le cabinet des porcelaines, vaste salon d'apparat  orné de 2 700 porcelaines chinoises de la fin du XVIIe siècle, objets particulièrement dispendieux à l'époque.

Collection de vaisselle de la reine Sophie-Charlotte
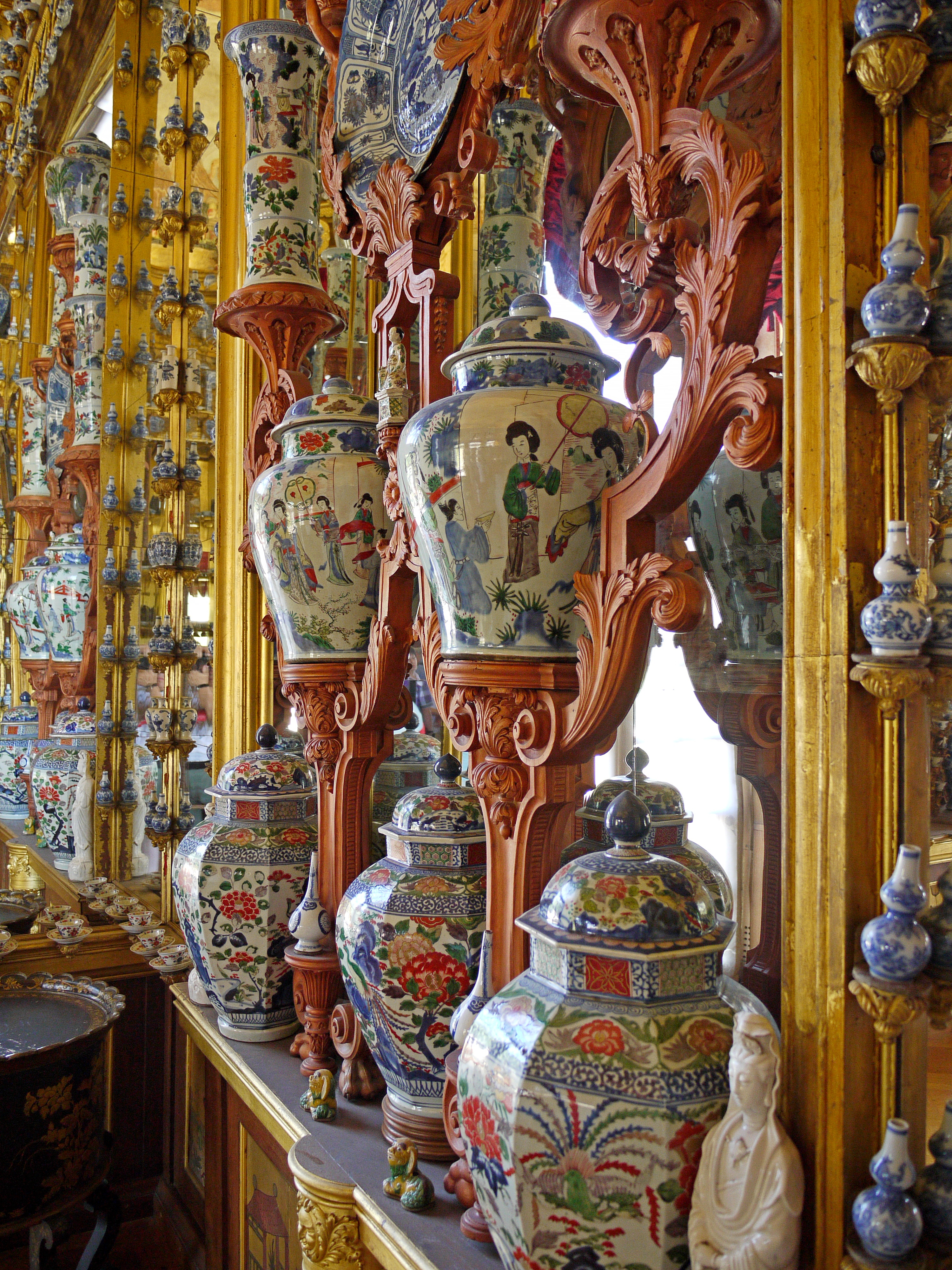
Vases chinois faisant partie de la collection du château de Charlottenbourg.
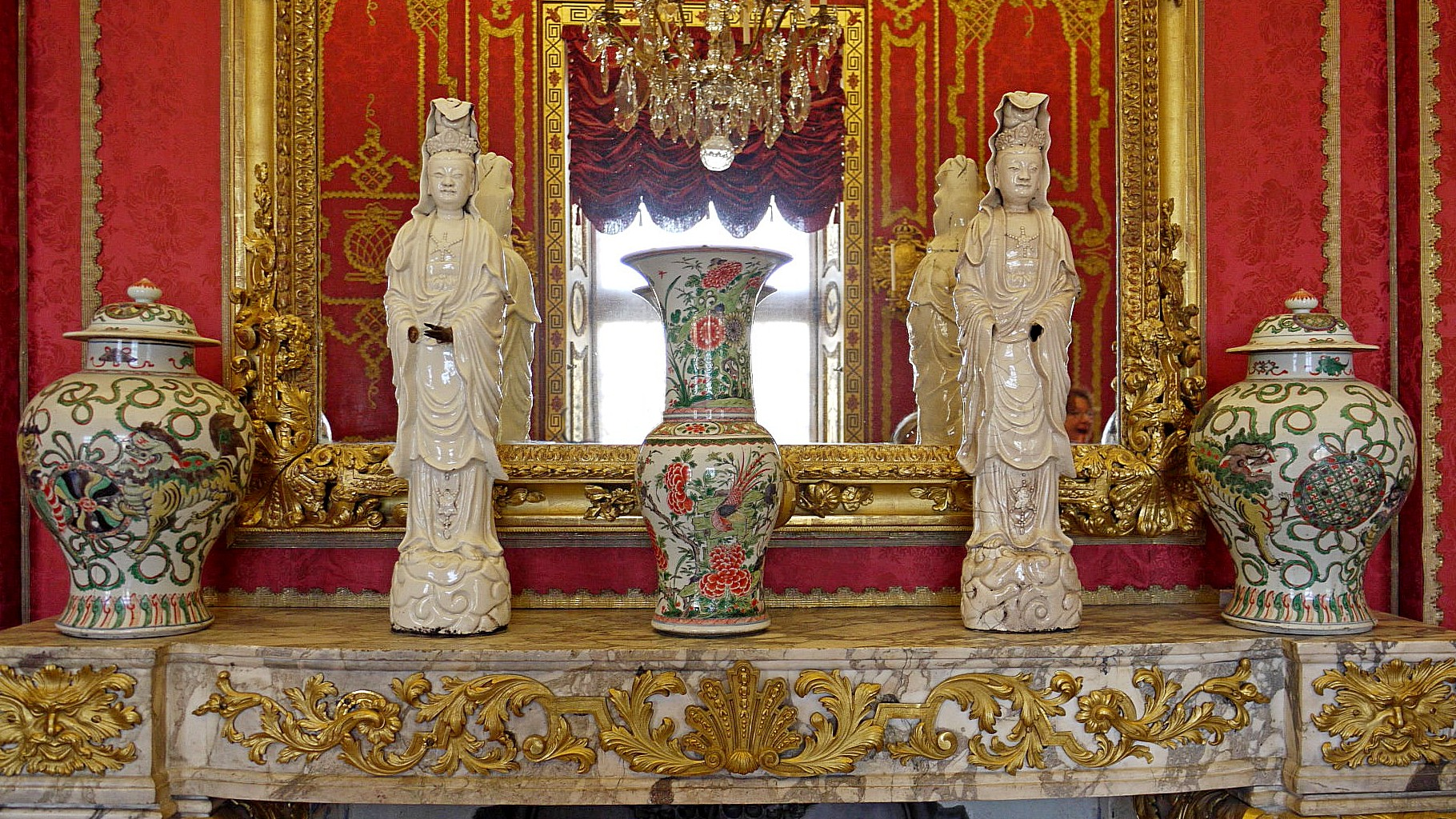
Pièces faisant partie de la collection de porcelaines chinoises du château de Charlottenbourg.
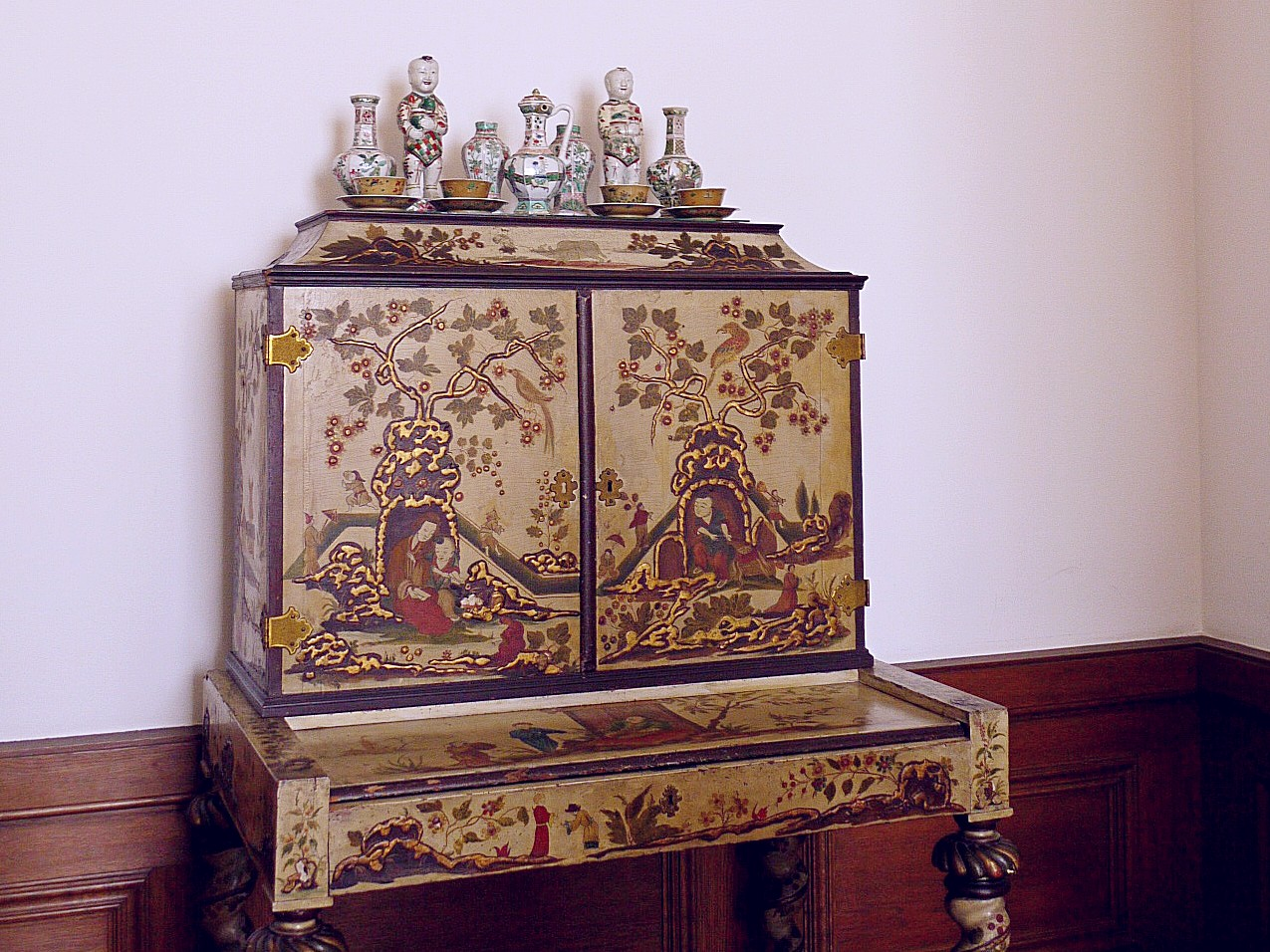
Meuble et porcelaine chinoise au château de Charlottenbourg.
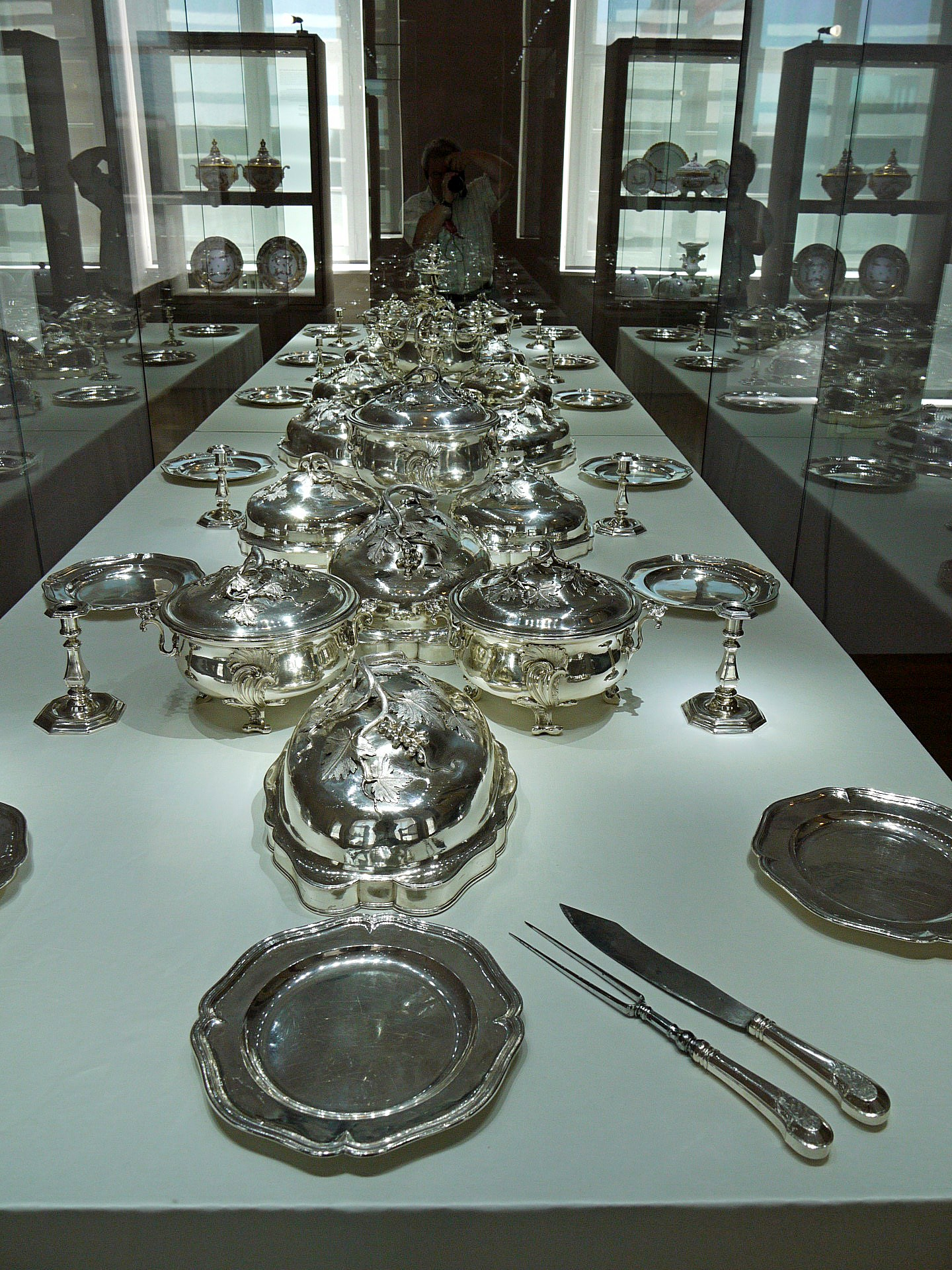
Le château de Charlottenbourg possède une impressionnate collection d'argenterie.
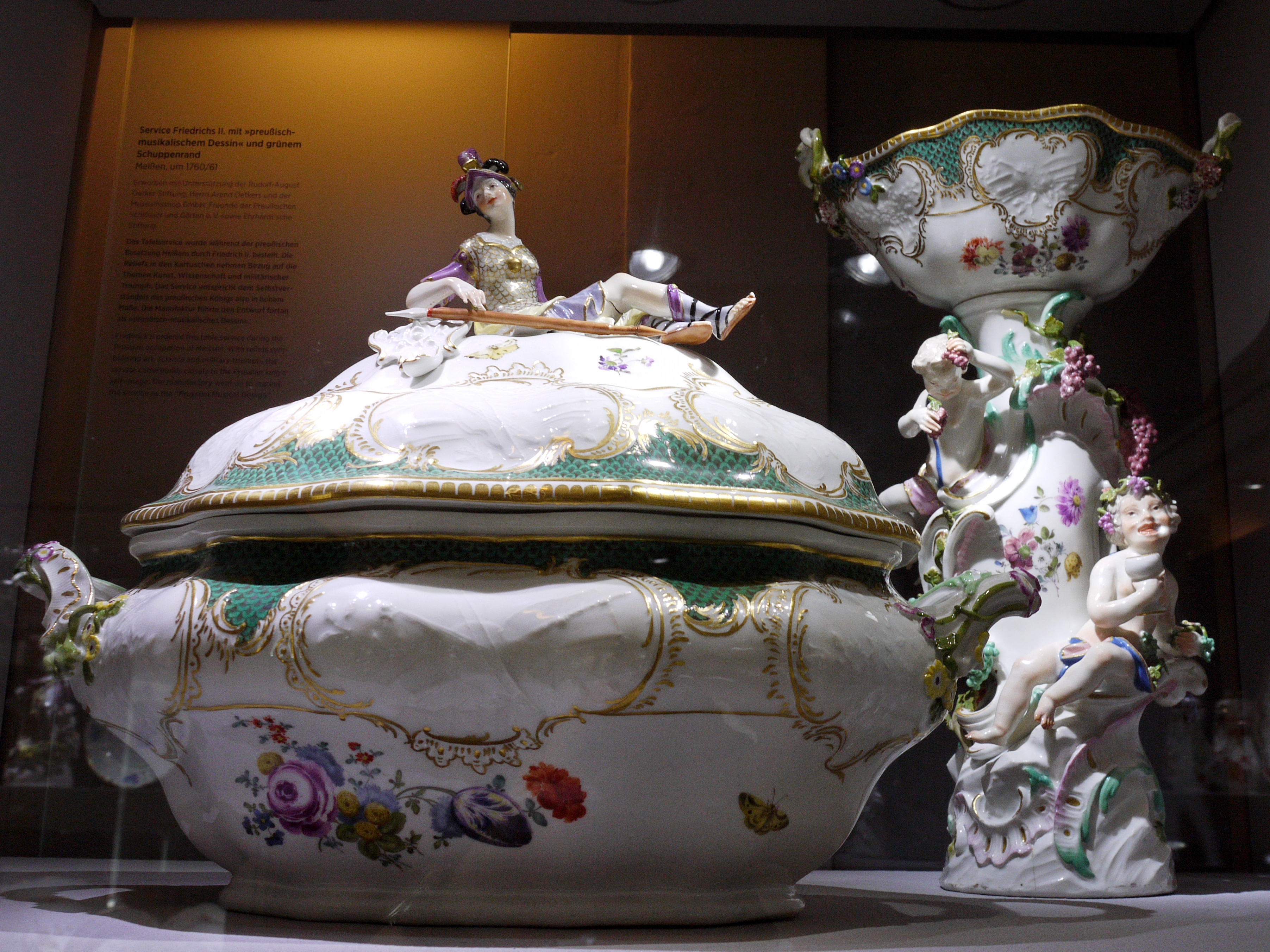
Soupière datant des années 1760-61 faisant partie de la collection du château de Charlottenbourg.
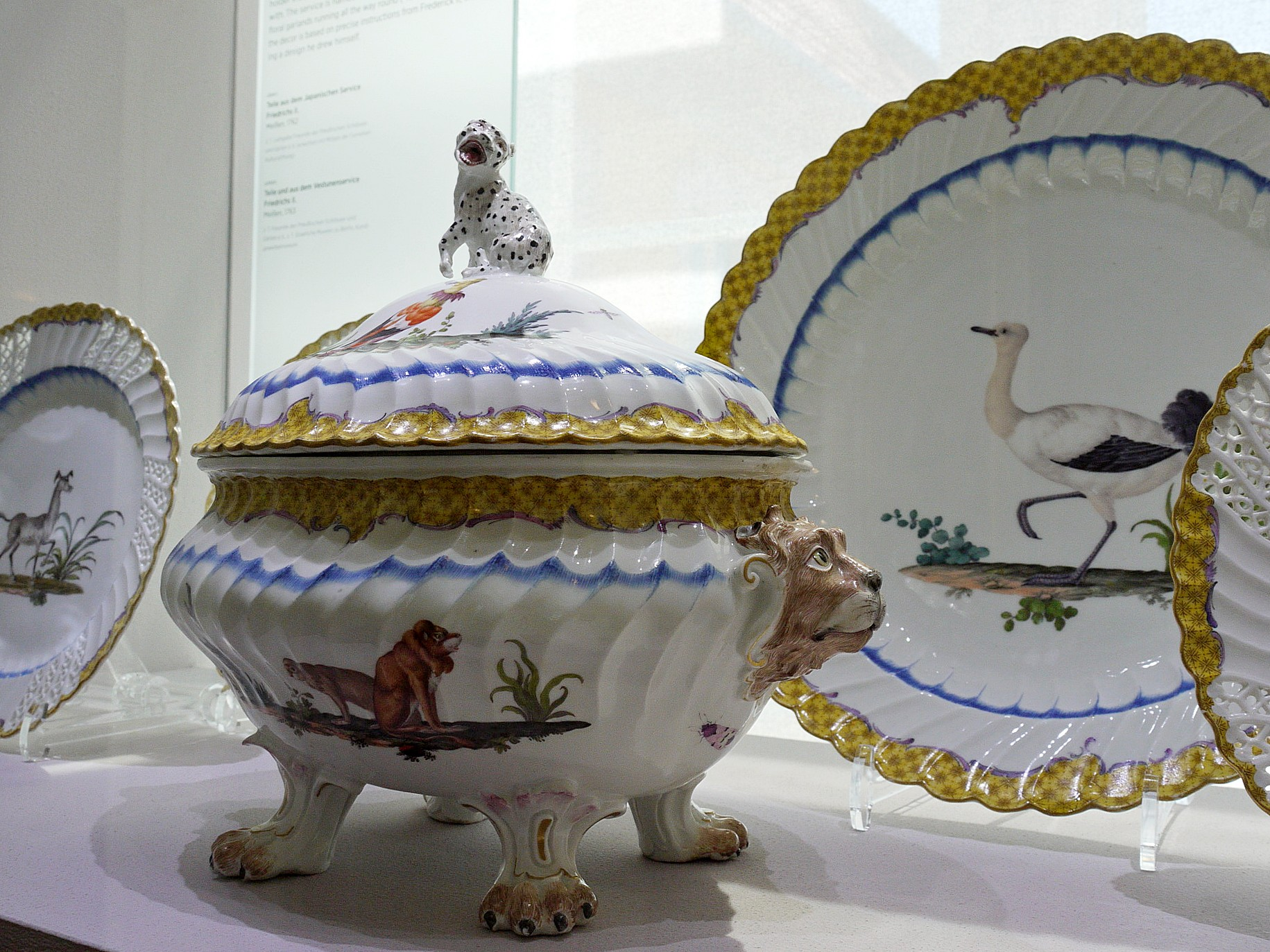
Vaisselle représentant des scènes animalières faisant partie de la collection du château de Charlottenbourg.
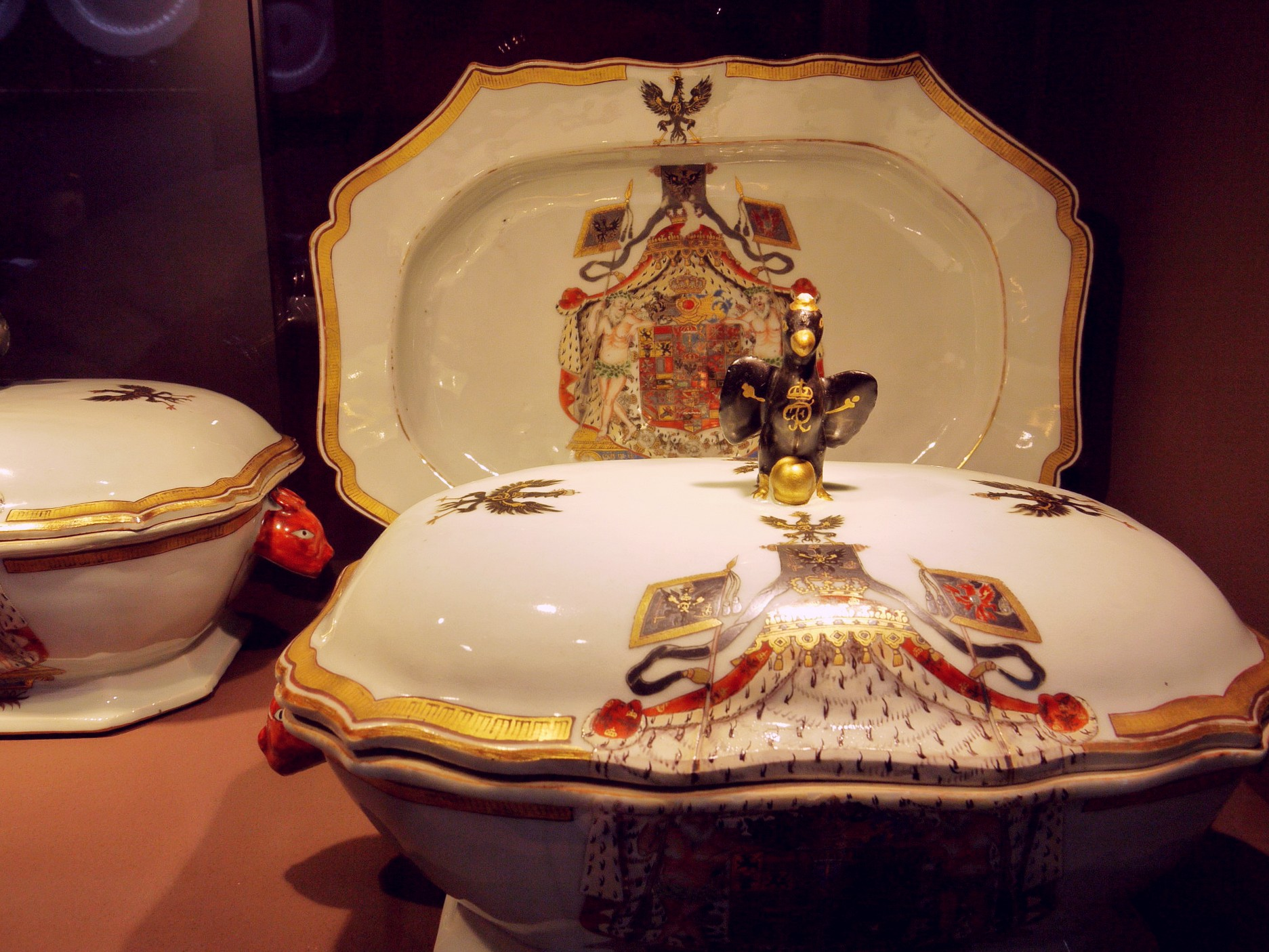
Plats de service de la collection de vaisselle de la reine Sophie-Charlotte.
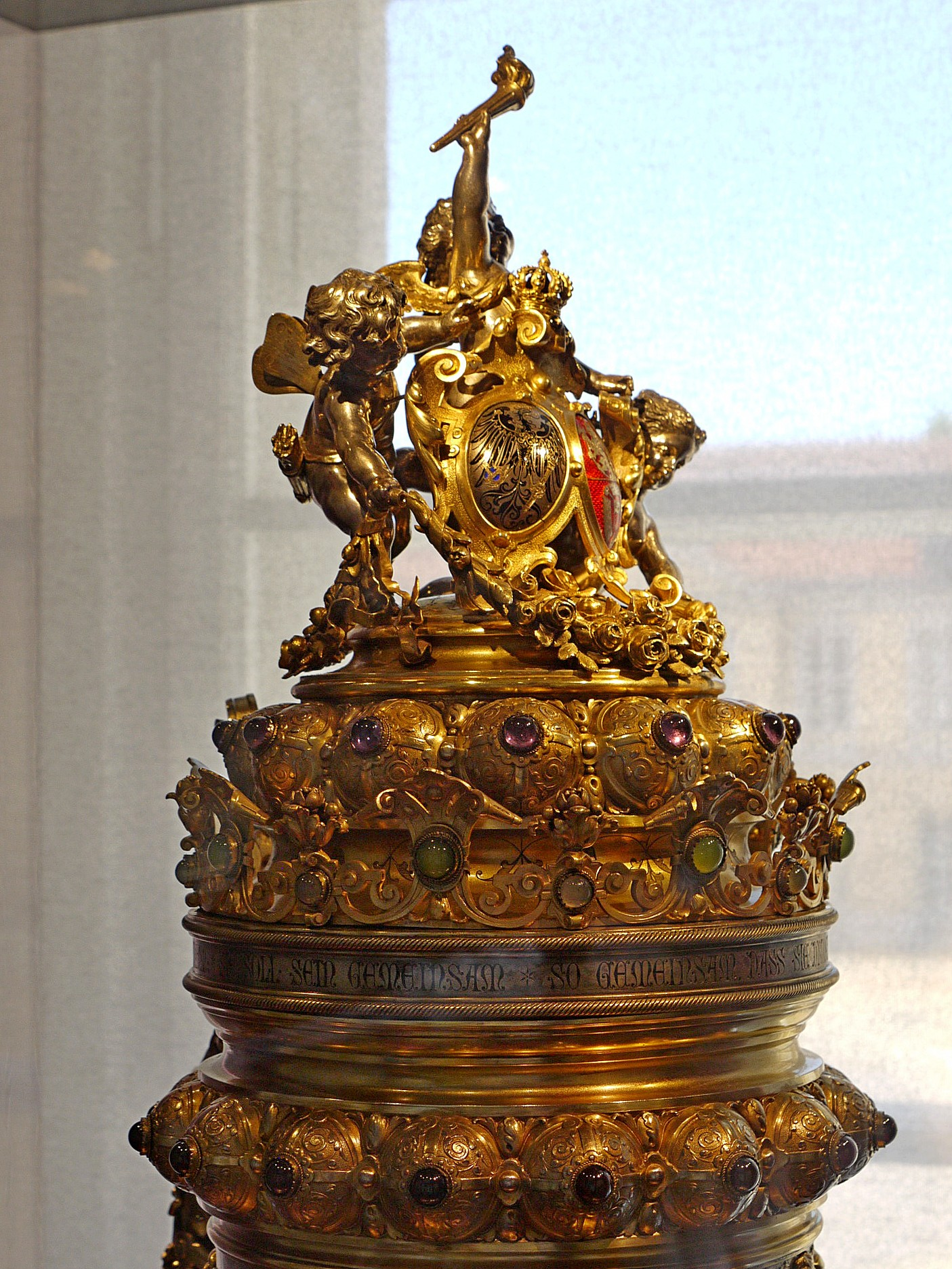
Sculpture en bronze faisant partie de la collection du château de Charlottenbourg.

## Jardins
Grâce à sa cousine la duchesse d'Orléans, la reine Sophie-Charlotte avait visité en France les jardins de Le Nôtre qui lui avaient fait grande impression. Aussi est-ce l'élève de Le Nôtre, Siméon Godeau, qui élabore en 1697 le parc de Charlottenbourg auquel est appliqué la stricte géométrie d'un jardin à la française. Au début du XIXe siècle, Peter Joseph Lenné redessine les jardins en parc à l'anglaise.
Complètement détruit par les bombardements, le parc a été réaménagé après la guerre selon une combinaison originale : restauré selon les canons du jardin « à la française » en sa partie centrale, il conserve alentour la liberté du jardin à l'anglaise.

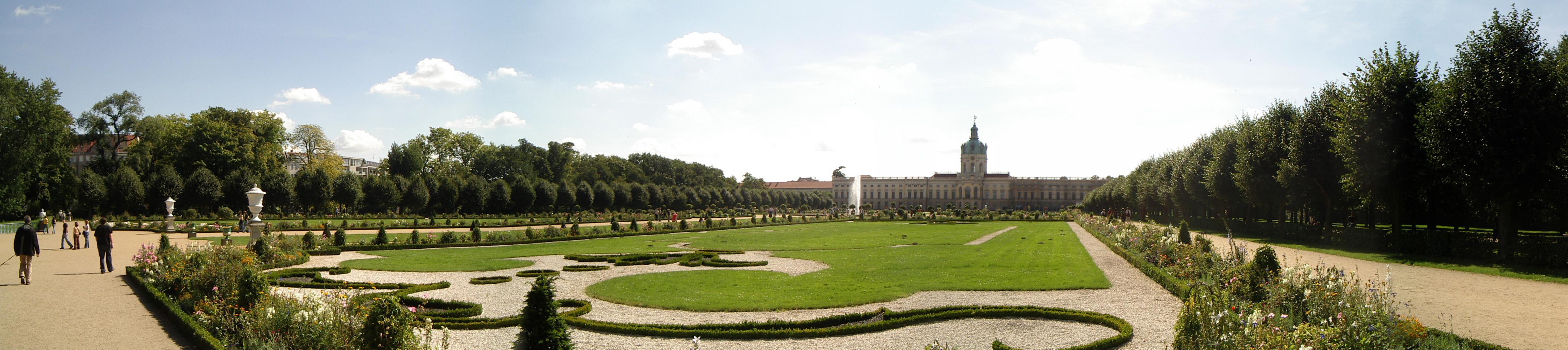
Jardins du château de Charlottenbourg.

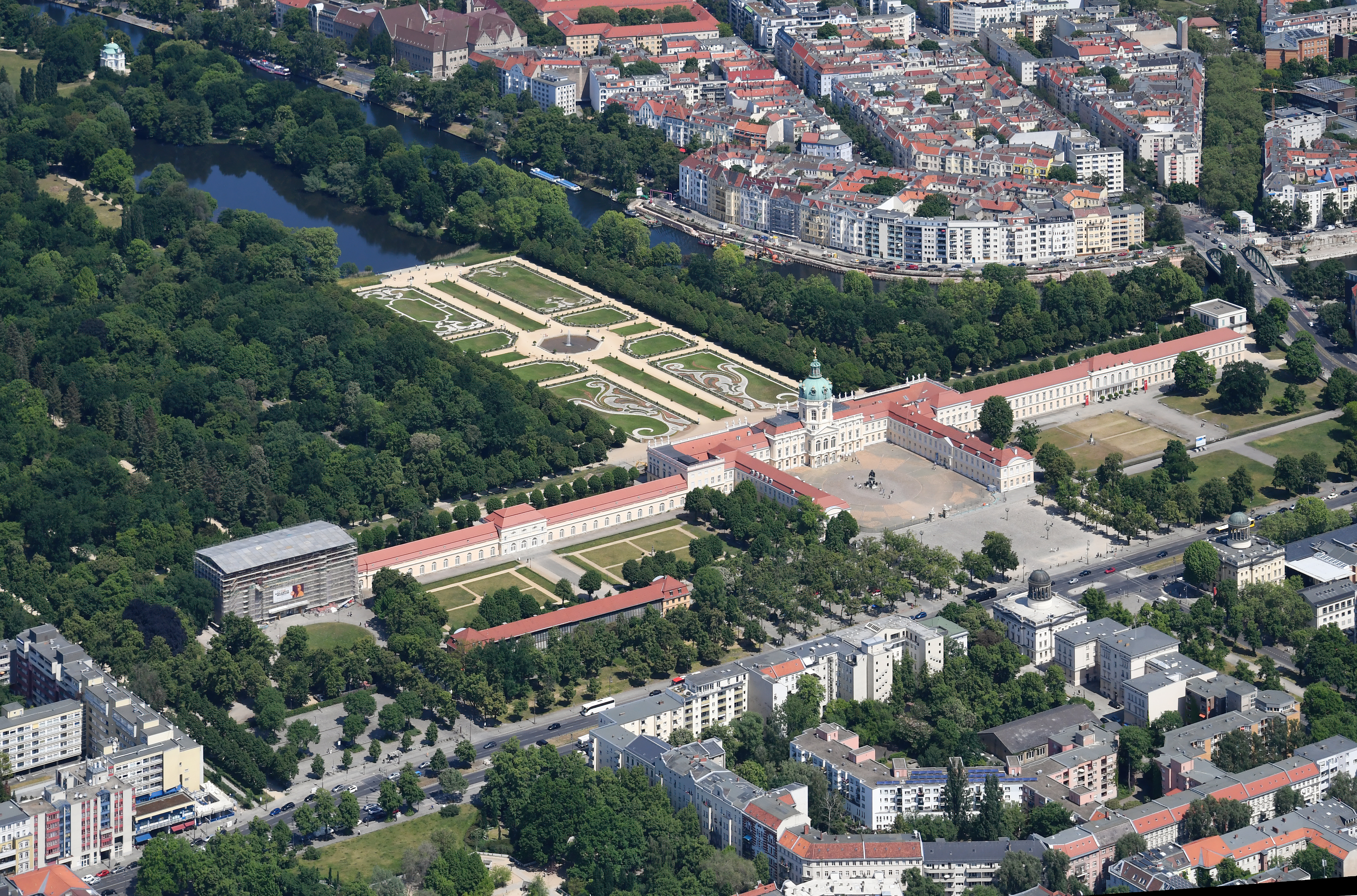
Vue aérienne.
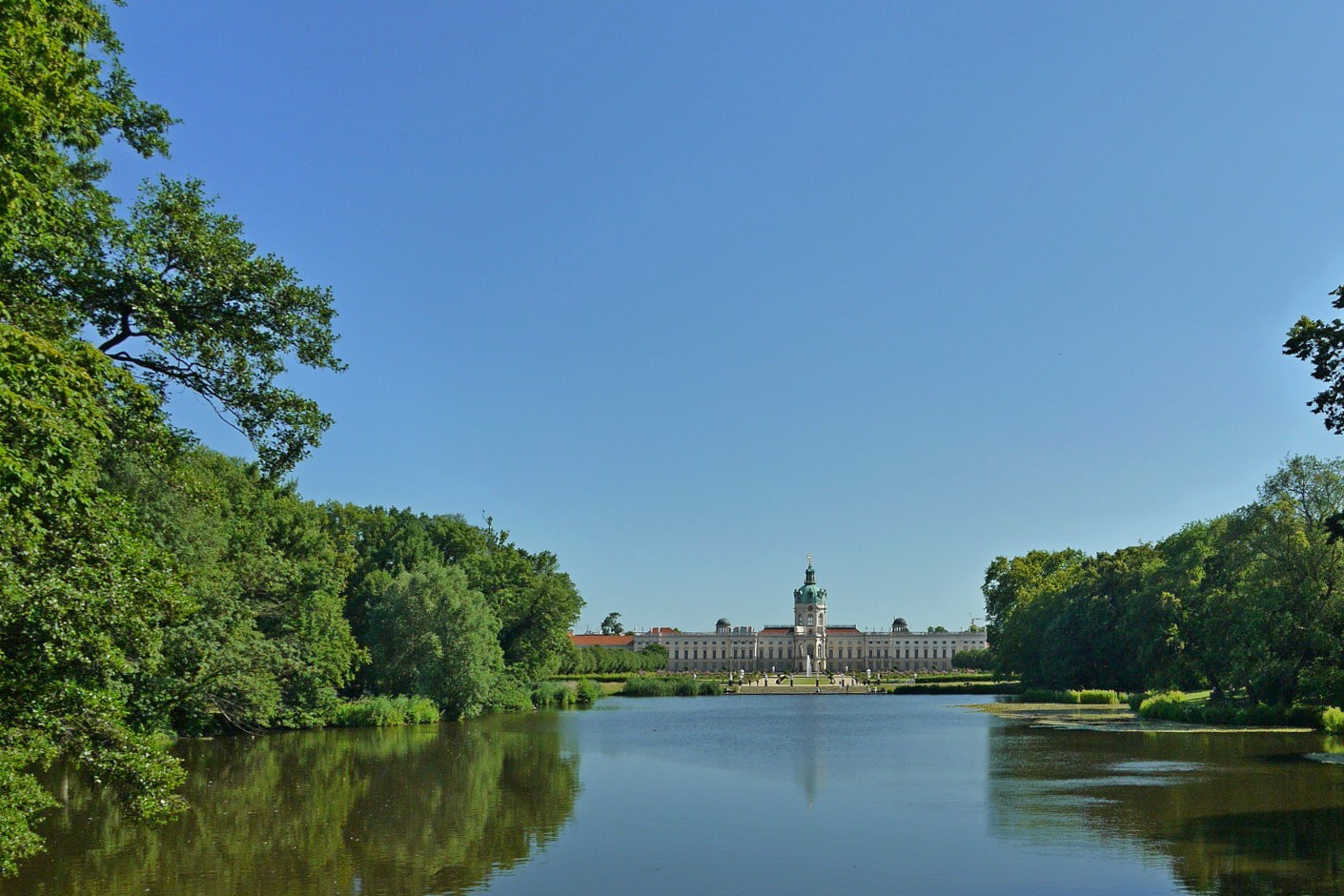
Le château de Charlottenbourg est relié à un réseau de canaux et de lacs.
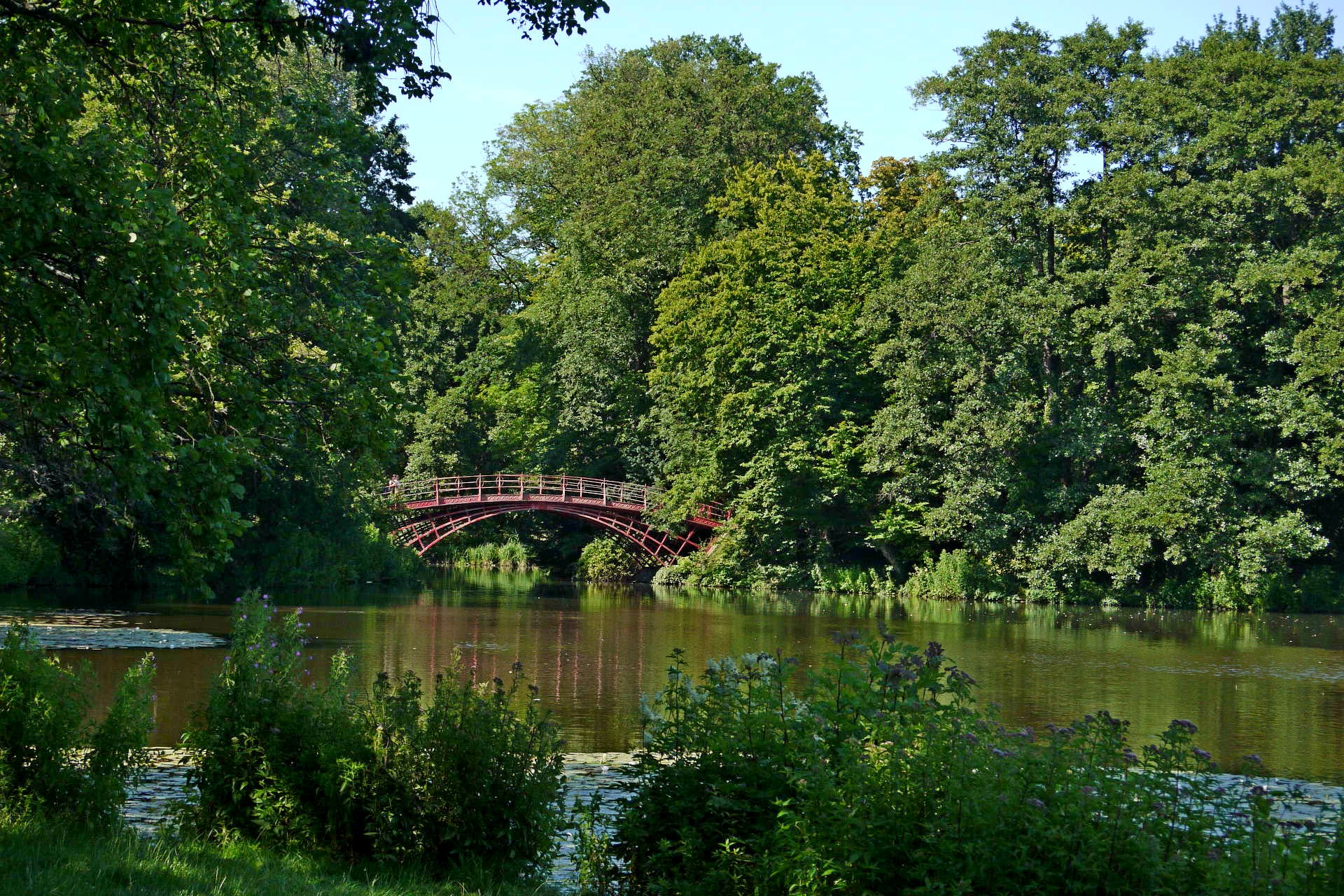
Le sous-bois du château de Charlottenbourg comporte des endroits calmes et romantiques.

### Schinkel-Pavillon (Neuer Pavillon)
Cette résidence d'été de Frédéric-Guillaume III (1825) s'inspire d'une villa napolitaine, la villa Chiatamone, où avait séjourné le souverain. Cette dernière lui avait tant plu qu'il la donne pour modèle à Schinkel. L'intérieur du bâtiment est tout à fait emblématique de la tendance « Biedermeier » qui marque l'Allemagne dans la première moitié du XIXe siècle : sobre, confortable et modeste, ce qui a de quoi surprendre dans la demeure d'un roi. L'ensemble du pavillon est un témoignage de l'art du temps de Frédéric-Guillaume III, avec des meubles et objets d'époque, des peintures de Schinkel et surtout des œuvres du peintre romantique Caspar David Friedrich.

### Belvédère

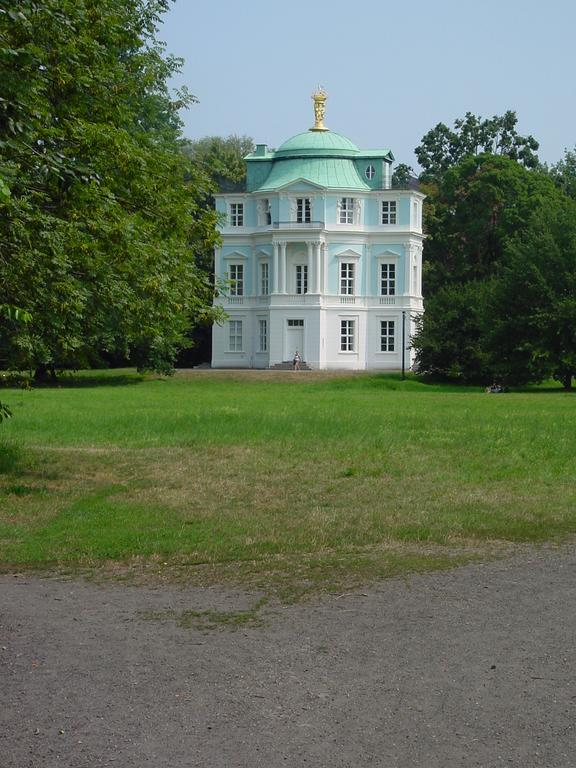
Belvédère.

Le belvédère (de) (1789-1790), dessiné par Carl Gotthard Langhans, était la « maison de thé» de Frédéric-Guillaume II. Il y organisait notamment des réunions de spiritisme dont il était féru. Sa façade dans des tons pastel et blanc est d'une simplicité nouvelle qui s'éloigne de l'architecture rococo et annonce le néoclassicisme. Le belvédère abrite un petit musée de la manufacture royale de porcelaine de Berlin, qui illustre l'histoire de la porcelaine berlinoise aux XVIIIe et XIXe siècles.

### Le Mausolée
La reine Louise était attachée au domaine de Charlottenbourg. À sa mort, son époux, Frédéric-Guillaume III, inconsolable, décide d'y bâtir un mausolée. Le petit temple dorique d'origine, construit en 1810 d'après un projet de Schinkel par Heinrich Gentz, a été plusieurs fois agrandi pour accueillir d'autres membres de la famille Hohenzollern. À l'intérieur, le tombeau de la reine Louise en marbre de Carrare a rendu son auteur, Christian Daniel Rauch (1777-1857), immédiatement célèbre. Le mausolée abrite aussi les tombeaux de Frédéric-Guillaume III, de l'empereur Guillaume Ier et de la reine Augusta.

## Aujourd'hui

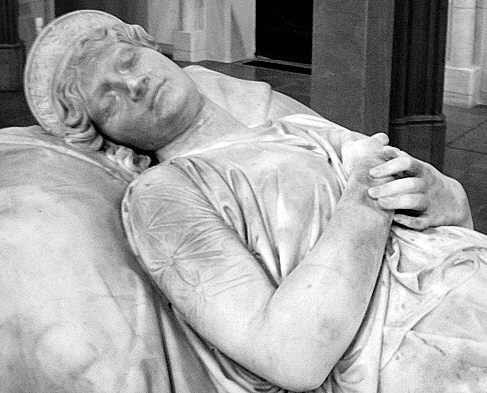
Tombeau de la reine Louise.

Pendant la Seconde Guerre mondiale, le palais fut gravement endommagé. Après 1945, il fut reconstruit. Il abrite également le musée de préhistoire et de protohistoire, dans la petite orangerie, un restaurant.
Entre 2004 et 2006, le château de Charlottenbourg a été le siège de la présidence de la République fédérale d'Allemagne, pendant les travaux de rénovation du château de Bellevue.
Le château est soutenu et sauvegardé par la Fondation pour châteaux et jardins prussiens de Berlin-Brandebourg.